# Jim Ed Brown

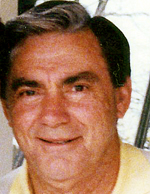
Jim Ed Brown (1993)

James Edward „Jim Ed“ Brown (* 1. April 1934 in Sparkman, Arkansas; † 11. Juni 2015 in Franklin, Tennessee) war ein US-amerikanischer Country-Sänger, der Mitte der 1950er Jahre seine Karriere als Mitglied der The Browns begann und später mit Helen Cornelius zusammenarbeitete.

## Leben

### Erste Erfolge als Mitglied der Browns
Jim Ed Brown wuchs auf einer Farm in Arkansas auf. Nach Gewinn eines Talentwettbewerbs hatte er gemeinsam mit seiner Schwester Maxine erste Auftritte bei lokalen Radiosendern. Später schloss sich ihnen Bonnie, eine weitere Schwester, an. Gemeinsam bildeten sie das Trio The Browns, das 1959 mit The Three Bells einen Welthit hatte. 
1965 beschloss Jim Ed, eine Solokarriere zu starten, obwohl das Trio weiterhin sehr gut im Geschäft war. Seine beiden Schwestern zogen sich zwei Jahre später aus dem Musikgeschäft zurück, um sich ihren Familien widmen zu können. Der Weg war damit frei für Jim Ed, zumal das Platten-Label RCA seine Pläne unterstützte.

### Solokarriere
Sein erster nennenswerter Erfolg gelang ihm bereits 1967, als sich You Can Have Her Going in der Top-20 platzieren konnte. Im selben Jahr erreichte er mit Pop A Top Position 3 der Country-Charts. 1970 gelang ihm mit Morning ein weiterer Top-10-Erfolg. Weitere Hits waren Sometimes Sunshine, Southern Loving und It’ That Time Of Night.
1976 begann er mit Helen Cornelius im Duett zu singen. Bereits ihre erste gemeinsame Single, I Don’t Want To Have To Marry You, schaffte es an die Spitze der Country-Charts. Ein Jahr später wurden sie von der Country Music Association CMA zum „Duo des Jahres“ gewählt. Auch in den nächsten Jahren waren Jim Ed Brown und Helen Cornelius erfolgreich, wenn auch kein Nummer-1-Hit mehr erreicht werden konnte. 1981, nach einer langen Serie von Top-10-Hits und mehreren gemeinsamen Alben, beendeten die beiden ihre Zusammenarbeit. 
Jim Ed trat weiterhin in der Grand Ole Opry und in Fernseh-Shows auf. Mitte der 1980er Jahre eröffnete er in Nashville das Jim Ed Theater, in dem er selbst gelegentlich auf der Bühne stand.
Im Februar 2015 veröffentlichte er nach mehr als 30 Jahren Pause das Album In Style Again.
Brown wurde kurz vor seinem Tod in die Country Music Hall of Fame aufgenommen. Die Medaille zu diesem Anlass wurde ihm von seinem Freund Bill Anderson am 4. Juni 2015 überreicht; die offizielle Einführungszeremonie war für den Herbst 2015 geplant. Brown starb am 11. Juni 2015 im Alter von 81 Jahren in Franklin, Tennessee, an Lungenkrebs.

## Diskografie
Für Veröffentlichungen mit The Browns siehe hier.

### Alben
| Jahr | Titel                    | Höchstplatzierung, Gesamtwochen, AuszeichnungChartplatzierungen (Jahr, Titel, Platzierungen, Wochen, Auszeichnungen, Anmerkungen) | Höchstplatzierung, Gesamtwochen, AuszeichnungChartplatzierungen (Jahr, Titel, Platzierungen, Wochen, Auszeichnungen, Anmerkungen) | Anmerkungen          |
| Jahr | Titel                    | US | Country | Anmerkungen          |
| ---- | ------------------------ | --- | --- | -------------------- |
| 1966 | Alone with You           | — | Country6 (15 Wo.)Country | als Jim Edward Brown |
| 1967 | Just Jim                 | — | Country32 (9 Wo.)Country | als Jim Edward Brown |
| 1967 | Gems by Jim              | — | Country9 (18 Wo.)Country |                      |
| 1968 | Bottle, Bottle           | — | Country20 (8 Wo.)Country |                      |
| 1968 | Country’s Best On Record | — | Country28 (7 Wo.)Country |                      |
| 1968 | This Is My Beat!         | — | Country39 (6 Wo.)Country |                      |
| 1969 | Remember Me              | — | Country37 (8 Wo.)Country |                      |
| 1971 | Morning                  | US81 (9 Wo.)US | Country9 (23 Wo.)Country |                      |
| 1971 | Angel’s Sunday           | — | Country25 (7 Wo.)Country |                      |
| 1971 | She’s Leavin’            | — | Country41 (4 Wo.)Country |                      |
| 1973 | Bar-Rooms & Pop-a-Tops   | — | Country28 (9 Wo.)Country |                      |
| 1974 | It’s That Time of Night  | — | Country26 (8 Wo.)Country |                      |

Weitere Alben
- 1969: Sings the Browns
- 1970: Going Up the Country
- 1970: Just for You
- 1972: Evening
- 1972: Brown Is Blue
- 2015: In Style Again

### Kollaboalben mit Helen Cornelius
| Jahr | Titel                             | Höchstplatzierung, Gesamtwochen, AuszeichnungChartplatzierungen (Jahr, Titel, Platzierungen, Wochen, Auszeichnungen, Anmerkungen) | Höchstplatzierung, Gesamtwochen, AuszeichnungChartplatzierungen (Jahr, Titel, Platzierungen, Wochen, Auszeichnungen, Anmerkungen) | Anmerkungen |
| Jahr | Titel                             | US | Country | Anmerkungen |
| ---- | --------------------------------- | --- | --- | ----------- |
| 1976 | I Don’t Want to Have to Marry You | — | Country6 (19 Wo.)Country |             |
| 1977 | Born Believer                     | — | Country17 (15 Wo.)Country |             |
| 1978 | I’ll Never Be Free                | — | Country29 (8 Wo.)Country |             |
| 1979 | You Don’t Bring Me Flowers        | — | Country20 (19 Wo.)Country |             |
| 1980 | One Man, One Woman                | — | Country35 (16 Wo.)Country |             |

Weitere Kollaboalben
- 2007: Together Again

### Kompilationen
| Jahr | Titel                | Höchstplatzierung, Gesamtwochen, AuszeichnungChartplatzierungen (Jahr, Titel, Platzierungen, Wochen, Auszeichnungen, Anmerkungen) | Höchstplatzierung, Gesamtwochen, AuszeichnungChartplatzierungen (Jahr, Titel, Platzierungen, Wochen, Auszeichnungen, Anmerkungen) | Anmerkungen         |
| Jahr | Titel                | US | Country | Anmerkungen         |
| ---- | -------------------- | --- | --- | ------------------- |
| 1973 | Best of Jim Ed Brown | — | Country21 (11 Wo.)Country |                     |
| 1981 | Greatest Hits        | — | Country47 (10 Wo.)Country | mit Helen Cornelius |

### Singles
| Jahr | Titel Album                                               | Höchstplatzierung, Gesamtwochen, AuszeichnungChartplatzierungen (Jahr, Titel, Album, Platzierungen, Wochen, Auszeichnungen, Anmerkungen) | Höchstplatzierung, Gesamtwochen, AuszeichnungChartplatzierungen (Jahr, Titel, Album, Platzierungen, Wochen, Auszeichnungen, Anmerkungen) | Anmerkungen          |
| Jahr | Titel Album                                               | US | Country | Anmerkungen          |
| ---- | --------------------------------------------------------- | --- | --- | -------------------- |
| 1965 | I Heard from a Memory Last Night Alone with You           | — | Country33 (8 Wo.)Country | als Jim Edward Brown |
| 1965 | I’m Just a Country Boy Alone with You                     | — | Country37 (5 Wo.)Country | als Jim Edward Brown |
| 1966 | Regular On My Mind Alone with You                         | — | Country41 (4 Wo.)Country | als Jim Edward Brown |
| 1966 | A Taste of Heaven Alone with You                          | — | Country23 (10 Wo.)Country | als Jim Edward Brown |
| 1966 | The Last Laugh Just Jim                                   | — | Country57 (7 Wo.)Country | als Jim Edward Brown |
| 1967 | You Can Have Her Just Jim                                 | — | Country18 (11 Wo.)Country | als Jim Edward Brown |
| 1967 | You Can Have Her Just Jim                                 | — | Country3 (20 Wo.)Country |                      |
| 1967 | Bottle, Bottle                                            | — | Country13 (13 Wo.)Country |                      |
| 1968 | The Cajun Stripper This Is My Beat!                       | — | Country23 (11 Wo.)Country |                      |
| 1968 | The Enemy This Is My Beat!                                | — | Country13 (12 Wo.)Country |                      |
| 1968 | Jack and Jill                                             | — | Country49 (8 Wo.)Country |                      |
| 1969 | Longest Beer of the Night This Is My Beat!                | — | Country35 (12 Wo.)Country |                      |
| 1969 | Longest Beer of the Night Remember Me                     | — | Country17 (11 Wo.)Country |                      |
| 1969 | Longest Beer of the Night Sings the Browns                | — | Country29 (10 Wo.)Country |                      |
| 1970 | Ginger Is Gentle and Waiting for Me Going Up the Country  | — | Country35 (7 Wo.)Country |                      |
| 1970 | Lift Ring, Pull Open Just for You                         | — | Country71 (4 Wo.)Country |                      |
| 1970 | Baby, I Tried                                             | — | Country31 (9 Wo.)Country |                      |
| 1970 | Morning                                                   | US47 (11 Wo.)US | Country4 (18 Wo.)Country |                      |
| 1971 | Angel’s Sunday                                            | — | Country13 (15 Wo.)Country |                      |
| 1971 | She’s Leavin’ (Bonnie, Please Don’t Go) She’s Leavin’     | — | Country37 (13 Wo.)Country |                      |
| 1972 | Evening                                                   | — | Country55 (7 Wo.)Country |                      |
| 1972 | How I Love Them Old Songs Evening                         | — | Country57 (8 Wo.)Country |                      |
| 1972 | All I Had to Do Brown Is Blue                             | — | Country67 (6 Wo.)Country |                      |
| 1973 | Unbelievable Love Brown Is Blue                           | — | Country29 (12 Wo.)Country |                      |
| 1973 | Southern Loving Bar-Rooms & Pop-a-Tops                    | — | Country6 (15 Wo.)Country |                      |
| 1973 | Southern Loving Best of Jim Ed Brown                      | — | Country15 (14 Wo.)Country |                      |
| 1974 | Unbelievable Love It’s That Time of Night                 | — | Country10 (15 Wo.)Country |                      |
| 1974 | It’s That Time of Night                                   | — | Country10 (17 Wo.)Country |                      |
| 1974 | Get Up I Think I Love You                                 | — | Country47 (8 Wo.)Country |                      |
| 1975 | Don Junior                                                | — | Country63 (7 Wo.)Country |                      |
| 1975 | Barroom Pal, Goodtime Gals                                | — | Country41 (9 Wo.)Country |                      |
| 1975 | Fine Time to Get the Blues                                | — | Country52 (10 Wo.)Country |                      |
| 1976 | Another Morning                                           | — | Country24 (12 Wo.)Country |                      |
| 1976 | Let Me Love You Where It Hurts                            | — | Country69 (6 Wo.)Country |                      |
| 1976 | I’ve Rode with the Best I Don’t Want to Have to Marry You | — | Country65 (7 Wo.)Country |                      |
| 1977 | Another Morning                                           | — | Country66 (8 Wo.)Country |                      |
| 1979 | You’re the Part of Me                                     | — | Country38 (11 Wo.)Country |                      |

Weitere Singles
- 2013: In Style Again

### Kollabosingles mit Helen Cornelius
| Jahr | Titel Album                                                                       | Höchstplatzierung, Gesamtwochen, AuszeichnungChartplatzierungen (Jahr, Titel, Album, Platzierungen, Wochen, Auszeichnungen, Anmerkungen) | Höchstplatzierung, Gesamtwochen, AuszeichnungChartplatzierungen (Jahr, Titel, Album, Platzierungen, Wochen, Auszeichnungen, Anmerkungen) | Anmerkungen |
| Jahr | Titel Album                                                                       | US | Country | Anmerkungen |
| ---- | --------------------------------------------------------------------------------- | --- | --- | ----------- |
| 1976 | I Don’t Want to Have to Marry You                                                 | — | Country1 (16 Wo.)Country |             |
| 1976 | Saying Hello, Saying I Love You, Saying Goodbye I Don’t Want to Have to Marry You | — | Country2 (17 Wo.)Country |             |
| 1977 | Born Believer                                                                     | — | Country12 (12 Wo.)Country |             |
| 1977 | If It Ain’t Love by Now Born Believer                                             | — | Country12 (12 Wo.)Country |             |
| 1977 | Fall Softly Snow                                                                  | — | Country91 (3 Wo.)Country |             |
| 1978 | I’ll Never Be Free                                                                | — | Country11 (13 Wo.)Country |             |
| 1978 | If the World Ran Out of Love Tonight You Don’t Bring Me Flowers                   | — | Country6 (15 Wo.)Country |             |
| 1978 | You Don’t Bring Me Flowers                                                        | — | Country10 (14 Wo.)Country |             |
| 1979 | Lying in Love with You You Don’t Bring Me Flowers                                 | — | Country2 (13 Wo.)Country |             |
| 1979 | Fools One Man, One Woman                                                          | — | Country3 (13 Wo.)Country |             |
| 1980 | Morning Comes Too Early One Man, One Woman                                        | — | Country5 (14 Wo.)Country |             |
| 1980 | The Bedroom One Man, One Woman                                                    | — | Country24 (12 Wo.)Country |             |
| 1981 | Don’t Bother to Knock Greatest Hits                                               | — | Country13 (14 Wo.)Country |             |

### Gastbeiträge
| Jahr | Titel Album | Höchstplatzierung, Gesamtwochen, AuszeichnungChartplatzierungen (Jahr, Titel, Album, Platzierungen, Wochen, Auszeichnungen, Anmerkungen) | Höchstplatzierung, Gesamtwochen, AuszeichnungChartplatzierungen (Jahr, Titel, Album, Platzierungen, Wochen, Auszeichnungen, Anmerkungen) | Anmerkungen                |
| Jahr | Titel Album | US | Country | Anmerkungen                |
| ---- | ----------- | --- | --- | -------------------------- |
| 1967 | Chet’s Tune | — | Country38 (9 Wo.)Country | mit Some of Chet’s Friends |